# 彭树杰
彭树杰（1963年5月—），男，汉族，安徽蚌埠人，中华人民共和国政治人物。安徽大学外语系毕业，中国社会科学院研究生院新闻系毕业。

## 生平
1983年7月，毕业于安徽大学外语系，在蚌埠教育学院任教师。1989年7月，毕业于中国社会科学院研究生院新闻系，同年到新华社对外部工作。历任新华社对外部中央新闻采编室记者、副主任，对外部中央外事新闻采编室副主任、主任。2001年5月，任新华社总编辑室总编辑助理（副局级）。2003年12月，任新华社总编辑室副总编辑。2008年12月，兼任新华社国际部主任。2014年7月，任新华通讯社副总编辑、党组成员。
2015年12月，任中华人民共和国国务院副秘书长，2023年7月卸任。